# نشان عدالت
نشان عدالت از نشان‌های افتخار در ایران است. براساس ماده ۱۰ آیین‌نامه اعطای نشان‌های دولتی، نشان «عدالت» به کسانی اعطا می‌شود که به جهتی از جهات زیر در اجرای احکام و حدود الهی و برقراری حق و عدل در جامعه سهم مؤثر داشته‌اند یا دارای سابقه قضایی و تفنینی شایسته باشند:
1. کوشش در تدوین علمی و فنی قوانین
2. سابقه درخشان در امر قضا یا تقنین
3. دفاع از حق و عدل و احقاق حقوق مردم
4. کشف و تعقیب جرائم

## دریافت کنندگان در جمهوری اسلامی
| شماره | نام دریافت کننده   | نشان       | درجه     | اهدا شده توسط       | در تاریخ     |
| ----- | ------------------ | ---------- | -------- | ------------------- | ------------ |
| ۱.    | عباسقلی احمدی      | نشان عدالت | درجه سوم | اکبر هاشمی رفسنجانی | ۴ مرداد ۱۳۷۶ |
| ۲.    | عباس علیزاده بایکی | نشان عدالت | درجه سوم | اکبر هاشمی رفسنجانی | ۴ مرداد ۱۳۷۶ |
| ۳.    | محمد محمدی گیلانی  | نشان عدالت | درجه یکم | محمود احمدی‌نژاد     | ۶ تیر ۱۳۸۸   |